# Олесја Форшева
Олесја Форшева (рус. Оле́ся Алекса́ндровна Фо́ршева, рођ. Красномовец, Нижњи Тагил, СССР, 8. јул 1979) је руска атлетичарка, специјалиста за трчање на 400 метара.
За репрезентацију Русије такмичи се од 2003. године. Први значајнији успех постигла је на Светском првенству у дворани 2004. у Будимпешти, освојивши сребрну медаљу у трци за 400 метара у времену личног рекорда 50,56. На истом такмичењу као чланица штафете 4 х 400 м са Олгом Котларевом, Татјаном Левином и Наталијом Назаровом освојила је прво место у времену новог светског рекорда 3:23,88.
На Олимпијским играма 2004. у Атини, Олесја Форшева је трчала у штафети 4 х 400 м (Наталија Назарова, Олесја Зикина, Наталија Антјух) и освојила сребро. Међутим, после 6 година, 16. марта 2010, Управни одбор Међународна асоцијација атлетских федерација (ИААФ) у Дохи, је дисквалификовала штафету САД због допинга атлетичарке Кристал Кок, која је трчала у полуфиналу, али прерасподелу медаља још није направила.
На Светском првенству у Москви 2006., подстакнута домаћом публиком постаје двоструки светски првак у трци на 400 м и штафети 4 х 400 метара.

## Лични рекорди
на отвореном
- 200 м — 23,09 — 24. јул 2004 Тула
- 400 м — 50,19 — 5. јун 2005 Тула

у дворани
- 200 м — 23,83 — 17. јануар 2004 Волгоград
- 300 м — 36,30 — 7. јануар 2006 Јекатеринбург
- 400 м — 50,04 — 18. фебруар и 12. март 2006 Москва
- 500 м — 1:06,31 НР — 7. јануар 2006 Јекатеринбург

Удата је за Димитрија Форшева, руског атлетичара, другопласираног са Светског првенства у дворани 2004. (400 м) и трећепласираног са Европског првенства 2005. (штафета 4 х 400 м)